# Усадьба (Локнянский район)
Усадьба — деревня в Локнянском районе Псковской области России. Входит в состав Подберезинской волости.
Расположена на реке Хлавица, в 47 км к северо-востоку от райцентра Локня и в 15 км к северу от волостного центра, села Подберезье.
Численность населения деревни составляла 34 жителя в 2000 году, 15 жителей в 2011 году.